# Prisoner (альбом Шер)
«Prisoner» — 16-й студійний альбом американської співачки-акторки Шер, що вийшов 22 жовтня 1979 року «Casablanca Records». Альбом став комерційно провальним, він навіть не потрапив в чарт. Пісня «Hell on Wheels», що вийшла як головний сингл, мала помірний успіх, і посідала 50-9 позиції в чарті «Billboard Hot 100».

## Про альбом
«Prisoner» (спочатку планувався до випуску під назвою «Mirror Image») став другим альбомом Шер 1979 року, він вийшов через дев'ять місяців після виходу «Take Me Home».
«Prisoner» став останнім альбомом Шер, спродюсованим Бобом Есті, який разом з Мішель Оллер написав кілька пісень для нього. У порівнянні з диско-альбомом «Take Me Home», «Prisoner» відобразив також звучання нової хвилі. Також це було вперше, коли Шер випустила альбом з піснями, написаними спеціально для неї.
Продюсер хотів в своїх інтересах використовувати образ Шер і підвищену увагу ЗМІ до неї. На обкладинці альбому Шер була зображена оголеною, лише волосся прикривало її груди. На неї були накинуті ланцюги і металевий нашийник на шиї. Її зап'ястя і щиколотки також були скуті. Обкладинка засуджувалася деякими організаціями захисту прав жінок, які сприйняли її як зображення «сексуальної рабині».
Початкова назва альбому — «Mirror Image», вказувала на відомий стиль Шер і винайдений нею диско-стиль. Позаяк Шер не хотіла записувати таку музику (вона хотіла записати що-небудь у стилі рок), вона відмовилася від безлічі пісень, запропонованих їй, і додавала в альбом лише пісні, близькі їй. Так, поп-рок пісня «Boys & Girls» ввійшла до альбому саме Шер. Оскільки до моменту релізу альбому від оригінальної ідеї майже нічого не залишилося, назва була змінена на «Prisoner».
«Prisoner» вийшов на компакт-диску разом з першим альбомом Шер, виданим на лейблі «Casablanca Records» — «Take Me Home» під назвою «The Casablanca Years» (у ньому всі треки обох альбомів були скомпоновані в одному компакт-диску).

## Сингли
Єдиним синглом з альбому стала пісня «Hell on Wheels», написана Бобом Есті і Мішель Оллер. Згідно з книгою Ренді Табореллі, пісню написали у зв'язку з тим, що Шер була великим фанатом роликових ковзанів. На «Б»-стороні синглу містилася пісня «Git Down (Guitar Groupie)» з альбому «Take Me Home», обидві композиції вийшли у 12-дюймових версіях, які досі не видані на CD. У 1979-му пісня також увійшла до саундтреку фільму «Роликове бугі». У зв'язку з цим сингл перевидали в Японії з новим оформленням, до «Б» сторони якого увійшла пісня «Theme from Roller Boogie». Попри світовий реліз, пісня не домоглася успіху, досягнувши лише 59-го місця в чарті «Billboard Hot 100». Пісня була зустрінута змішаними оцінками критиків, однак багато хто відзначив, що це найкращий трек альбому «Prisoner».
Для розкрутки нового синглу, лейбл «Casablanca Records» зняв короткометражний фільм, який також став першим музичним відео Шер. Знімання відео далося їй дуже важко, тому що їй потрібно було цілий день їздити на роликах крутими і гористими дорогами попри те, що у неї була зламана рука. У відео Шер на роликах тікає від вантажівки, яка переслідує її. Вона переконує безліч людей з різними засобами пересування слідувати за нею. «Hell on Wheels» стала першим професійним відео співачки. Багато хто розглядає «Take Me Home», як перше професійне відео Шер, однак кліп був вирізаний з її успішного шоу «Cher … and Other Fantasies». «Hell on Wheels» став одним з перших музичних кліпів в «стилі MTV» (ще до того, як MTV став існувати) і одним з перших сучасних музичних кліпів в світі. Прем'єра відео відбулася вночі на каналі NBC в шоу «The Midnight Special». Попри те, що це перше відео Шер, вона ніколи не включала його до збірок своїх відеокліпів.
В Японії також вийшов промосингл «Holdin 'Out For Love», що став рідкістю.
В рамках рекламної кампанії альбому Шер виступила на Американському ТВ-шоу з піснями «Shoppin '» і «Holdin' Out For Love». Вона також зняла своє ексклюзивне шоу «Cher … and Other Fantasies» зі скетчами, в яких використовувалися невидані пісні до альбому: «Like a Number», нова версія «More than You Know» і пісня «Is not Nobody's Business», пізніше виконана під час «Take Me Home Tour».

## Список композицій
| Сторона «А» | Сторона «А»            | Сторона «А»           | Сторона «А» |
| #           | Назва                  | Автор                 | Тривалість  |
| ----------- | ---------------------- | --------------------- | ----------- |
| 1.          | «Prisoner»             | Девід Пейч            | 5:50        |
| 2.          | «Holdin' Out For Love» | Том Сноу Сінтія Вейл  | 4:23        |
| 3.          | «Shoppin'»             | Боб Есті Мішель Оллер | 4:30        |
| 4.          | «Boys and Girls»       | Біллі Фелкон          | 3:54        |

| Сторона «Б» | Сторона «Б»      | Сторона «Б»      | Сторона «Б» |
| #           | Назва            | Автор            | Тривалість  |
| ----------- | ---------------- | ---------------- | ----------- |
| 1.          | «Mirror Image»   | Есті Майкл Брукс | 4:52        |
| 2.          | «Hell on Wheels» | Есті Оллер       | 5:38        |
| 3.          | «Holy Smoke!»    | Есті Оллер       | 4:56        |
| 4.          | «Outrageous»     | Есті Оллер       | 3:10        |

## Учасники запису
- Шер — головний вокал
- Мішель Оллер, Арнольд Маккулер, Лютер Вандросс, Джинджер Блейк, Лаура Крімер, Лінда Діллард — бек-вокал
- Річард Ті — орган Hammond B3
- Джефф Поркаро, Елвін Тейлор, Рік Шлоссер, Майк Бейрд — ударні
- Кім Хатчкрофт — флейті, саксофон
- Гарі Хербіг — саксофон
- Білл Райхенбах Дж. — тромбон
- Джон Пірс — бас-гітара
- Девід Вілліамс, Роббі Крігер, Стів Лакатер, Іра Ньюборн, Джої Бреслер — гітара
- Том Снов — клавішні
- Девід Пейч — піаніно
- Джон Хоббс — піаніно, орган Hammond
- Ден Вімен — синтезатор, програмування
- Боб Есті — піаніно, синтезатор, бек-вокал, струнне аранжування
- Віктор Фелдмен — литаври, бубен
- Пауліньйо Да Коста, Ларрі Емерін, Алан Естес, Олівер С. Браун — перкусія
- Джеррі Хей — горнове аранжування
- Сід Шарп — концертмейстер

Технічний персонал
- Ларрі Емерін — співпродюсер, інженер
- Гаррі Лангдон — фотографування